# 안도라의 국기

안도라의 국기 비율 7:10

상선기 비율 7:10

안도라의 국기는 1866년에 채택되었으며, 1971년 8월 27일에 제정되었다. 파란색, 노란색, 빨간색 세 가지 색으로 구성되어 있는 세로 줄무늬 바탕 가운데에는 안도라의 국장이 그려져 있다. 파란색, 노란색, 빨간색 세 가지 색은 프랑스의 국기와 스페인의 국기에서 유래된 것이다. 민간기는 국장이 없는 형태의 디자인을 사용한다. 민간기는 루마니아의 국기, 차드의 국기와는 거의 비슷한 형태이다.

## 규격과 색상
안도라의 국기 규격과 색상은 다음과 같다.

안도라의 국기 규격

안도라의 국기에 그려진 국장 색상은 다음과 같다.
| 색상 | 빨강       | 베이지      | 노랑      | 파랑       | 갈색         |
| ---- | ---------- | ----------- | --------- | ---------- | ------------ |
| 팬톤 | 485 C      | 466 C       | Yellow C  | 300 C      | 478 C        |
| CMYK | 0-95-100-0 | 12-22-43-0  | 0-1-100-0 | 100-44-0-0 | 40-86-100-30 |
| RGB  | 238-50-36  | 224-194-152 | 255-238-0 | 0-120-193  | 125-54-32    |

안도라의 국기 줄무늬 색상은 다음과 같다.
| 색상 | 파랑       | 노랑      | 빨강       |
| ---- | ---------- | --------- | ---------- |
| 팬톤 | Blue 072 C | Yellow C  | 199 C      |
| CMYK | 100-88-0-5 | 0-1-100-0 | 0-100-62-0 |
| RGB  | 28-63-148  | 255-238-0 | 237-22-79  |

## 과거의 기

1806 ~ 1866년
1866 ~ 1939년
1939 ~ 1971년

## 같이 보기
- 안도라의 국장